# Dniperský rajón (Kyjev)
Dniperský rajón (ukrajinsky Дніпровський район, Dniprovskyj rajon) je rajón (okres) v středu Kyjeva. Rajón byl vytvořen v roce 1969 odtržením od Darnyckého rajónu. Rajón se skládá ze čtvrtí Voskresenka, Rusanivka, Rajdužnyj masyv, Truchaniv ostriv, Mykilska slobidka, Severno-Brovarský masyv, Socmisto, Berezňaky, Rusanivské sady a DVRZ.

## Geografie
Rajón se nachází na levém břehu Dněpru. Nachází se ve středu Kyjeva, kdy na severu hraničí s Desňanským rajónem, na východě s Kyjevskou oblastí, na jihu s Darnyckým rajónem a na západě s Pečerským a Podilským rajónem.

## Doprava
Hlavní třídy rajónu jsou Brovarský prospekt a bulvár Praci. Rajónem prochází dálnice M01 do Černihivu.
Rajón obsluhuje Kyjevské metro, konkrétně první linka, rajón obsluhují čtyři stanice Černihivska, Darnycja, Livoberežna a Hidropark. Rajón ale také obsluhuje Kyjevská městská železnice (stanice Kyjivska Rusanivka, Livoberežna, Kyjiv-Dniprovskyj, Troješčyna a Troješčyna-2), ale také tramvaje, konkrétně linky 4, 5, 22, 23, 28, 32, 33 a 35, ale také mnoho dalších trolejbusových a autobusových linek.